# Árabe hiyazí
El árabe hiyazí (también conocido como árabe hejazí [ISO 639-3], o árabe arábico occidental) es una de las  variedades del idioma árabe hablado en la región oeste de Arabia Saudí. Además, estrictamente hablando, hay dos variedades en la región de Hijaz, una usada por los beduinos y las tribus rurales, y otra usada por la población urbana, el términos se aplica más frecuentemente a la variedad urbana, hablada en ciudades como Jeddah, Meca, Yanbu, y Medina. Fuera de Arabia, el hiyazí urbano parece estar más estrechamente relacionados con los dialectos árabes de Jartum en Sudán y del Alto Egipto (Ingham 1971).
- Datos: Q56608